# Borderlands 2
Pour les articles homonymes, voir Borderland.
Borderlands 2 (souvent abrégé BL2) est un jeu vidéo développé par Gearbox Software et édité par 2K Games, mélangeant jeu de rôle et tir à la première personne, sorti en 2012. La version PlayStation Vita, éditée par Sony Interactive Entertainment, est sortie en mai 2014. Il est la suite du jeu vidéo Borderlands, sorti en 2009. Le jeu est ensuite sorti sur Nintendo Switch le 29 mai 2020.
Au 30 juin 2024, le jeu s'est vendu à 29 millions d'unités.
Une préquelle, Borderlands: The Pre-Sequel!, dont les événements narrés se déroulent alors entre les deux premiers Borderlands, est sortie en 2014, et la suite, Borderlands 3, est sortie en 2019.

## Synopsis
L’histoire commence cinq ans après la fin du premier Borderlands, où une nouvelle Arche, bien plus grande, est découverte dans les tréfonds de la planète Pandore. Le Beau Jack, PDG charismatique de la société Hyperion et dictateur impitoyable, tente de récupérer l'éridium, mystérieux métal contenu dans l'Arche, à tout prix. Il a besoin pour cela d'une clé légendaire. Le joueur, incarnant l'un des quatre « Chasseurs de l'Arche » (Vault Hunters en version originale), doit l'en empêcher à tout prix ; un échec signerait la fin de Pandore.
La cinématique d'introduction présente les quatre nouveaux Chasseurs de l'Arche à bord d'un train piégé par le Beau Jack, où des robots d'Hyperion, la société dirigée par Jack, les prennent en embuscade avant qu'une bombe ne le détruise complètement. Le Chasseur choisi par le joueur se réveille au beau milieu d'un désert glacé et rencontre la dernière unité CL4P-TP de Pandore, dite « ClapTrap », un petit robot qui le conduit chez lui. Entretemps, une entité féminine nommée « L'Ange » contacte le Chasseur via télépathie et lui explique qu'il doit escorter ClapTrap à Sanctuary, la dernière ville libre de Pandore et la capitale du mouvement de résistance des « Pillards écarlates ». L'Ange refera des apparitions régulières auprès du Chasseur pour l'aider dans sa quête. Chez ClapTrap, le Chasseur trouve sa première arme puis se rend à Liar's Berg pour y rencontrer Sir Hammerlock, un gentleman local. Après avoir porté assistance à Sir Hammerlock en délivrant son territoire des bandits, le Chasseur aide ClapTrap à retrouver son vaisseau qui a été volé par le capitaine Flÿnt, chef des bandits de la région.
Flÿnt vaincu, le Chasseur se rend à Sanctuary grâce au vaisseau de ClapTrap. À peine arrivé, le Chasseur doit prouver sa valeur pour intégrer les Pillards écarlates : pour ce faire, il est contacté par Roland, le chef de la résistance et des Pillards écarlates, et chargé d'aller chercher le caporal Reiss disparu en mission alors qu'il partait chercher un cœur énergétique pour générer un bouclier protecteur autour de Sanctuary. Le Chasseur parvient à retrouver Reiss, assailli par des bandits, mais ne peut le sauver. Il attaque les bandits et récupère le cœur énergétique puis le ramène à Sanctuary. Malheureusement, entretemps, Roland a été enlevé par un chasseur de primes qui se fait appeler « Le Faucon ardent ». Le Chasseur part donc à sa recherche, traversant des régions infestées de bandits, pour finalement parvenir au repaire du Faucon ardent qui n'est autre que Lilith, l'un des quatre Chasseurs de l'Arche du premier Borderlands, au même titre que Roland. Lilith est une sirène dont les pouvoirs ont été considérablement renforcés par l'apparition d'éridium, une substance extraterrestre de couleur violette jusqu'alors inconnue. Elle explique au Chasseur que son rôle est de maintenir l'ordre dans la région pour éviter que les activités des bandits n'entravent la liberté d'agir de Roland, à la tête de la résistance. Ce n'est pas elle qui a enlevé Roland, mais un bandit connu sous le nom de Steak-Barbare, qui a la ferme intention de le vendre à Hyperion.
Aussitôt, le Chasseur de l'Arche part à l'assaut de la forteresse des bandits et délivre Roland de sa cellule... avant que les robots d'Hyperion ne l'enlèvent sous ses yeux, massacrant au passage Steak-Barbare qui demandait une rançon. Poursuivant les robots, le Chasseur réussit à délivrer Roland, puis rentre à Sanctuary avec lui pour faire le point. Grâce à un informateur du nom de Mordecaï (lui aussi ancien Chasseur de l'Arche dans le premier opus), ils apprennent que la clé légendaire qui ouvrirait l'Arche se trouve dans un train, le Tundra Express. Pour faire dérailler le train, le Chasseur a recours à l'aide de Tiny Tina, une orpheline de 13 ans excentrique experte en explosifs. Alors que le Chasseur cherche à récupérer la clé qui était dans le train, il est attaqué par Wilhelm, un cyborg aux ordres de Jack. Une fois Wilhelm à terre, le Chasseur apprend que le train ne transportait pas la clé. Il prend tout de même le cœur énergétique de Wilhelm pour remplacer le bouclier de Sanctuary par un bouclier plus durable. À peine celui-ci est-il branché sur la ville que l'Ange reprend contact avec le Chasseur en s'excusant, avant de désactiver le bouclier protecteur de la ville. Aussitôt, les mortiers d'Hyperion pilonnent la cité tandis que Jack révèle que l'Ange travaille pour lui depuis le début. Le but de Jack est de récupérer la clé, quel qu'en soit le prix. Ce que Jack n'avait pas prévu, c'est que Sanctuary est en fait un ancien vaisseau minier : grâce à l'éridium, Lilith parvient à le faire décoller, puis à se téléporter hors du champ de tir des mortiers d'Hyperion. Le Chasseur est éjecté de la ville pendant l'opération, et doit retrouver une station de téléportation pour retrouver ses amis. L'Ange, qui semble prise de remords à la suite de sa trahison, lui indique comment faire.
Le Chasseur retrouve Roland et ses amis à Sanctuary, et le groupe comprend l'étendue de la menace. Le plan de Jack est d'ouvrir une nouvelle Arche, laquelle réveillerait un Guerrier extraterrestre d'une puissance démesurée qui lui permettrait d'asservir la planète. L'Ange interrompt la conversation et indique au groupe qu'elle peut les aider. La clé de l'Arche ne peut être utilisée que tous les 200 ans, mais le processus peut être accéléré via l'utilisation de l'éridium et d'une sirène de catalyse. Or, l'Ange révèle qu'elle possède la clé. Le seul problème est qu'elle se trouve au cœur d'un triple système défensif : un mur électrique infranchissable pour tout être humain, un bunker capable d'anéantir un continent, et un ascenseur à commande vocale ne reconnaissant que la signature ADN et la voix de Jack.
Le premier obstacle pourrait être franchi par ClapTrap, à condition de lui télécharger une mise à jour que Mordecaï a mise en sécurité dans le collier de Sanguine, son rapace de compagnie. Hélas, Sanguine est enlevée par Jack et le Chasseur doit aller la délivrer en traversant une réserve animale où Hyperion expérimente les effets du slag sur la faune sauvage. Il retrouve Sanguine dans la réserve, mais l'oiseau a muté sous les effets de l'éridium que Jack lui a injecté et est devenu un monstre incontrôlable. Le Chasseur parvient à la neutraliser sans la tuer, mais Jack finit le travail en activant une bombe cachée dans le collier de l'oiseau. La mise à jour est heureusement intacte et le Chasseur la ramène à Sanctuary pour l'installer sur ClapTrap.
Pour neutraliser le deuxième obstacle, le bunker, Roland demande au Chasseur d'aller trouver le Roi des Mastocs, un ancien membre des Pillards écarlates mis à l'écart en raison de ses excès de violence. Après avoir survécu à l'épreuve d'initiation des Mastocs, le Chasseur rencontre leur Roi : il s'agit en fait de Brick, qui est aussi un ancien Chasseur de l'Arche. Ayant une dette envers Roland, et disposant de nombreux hélicoptères, il accepte de fournir un soutien aérien au groupe pour l'aider à prendre d'assaut le bunker.
Mais avant cela, il faut prévoir la troisième étape : une fois le bunker détruit, il faudra franchir l'ascenseur qui ne s'ouvre que pour Jack. Pour cela, le Chasseur se rend dans la ville nouvelle d'Opportunity où il compte trouver et tuer l'un des sosies de Jack pour lui voler sa signature ADN. Il rassemble également des échantillons de voix de Jack pour créer un modulateur qui permettra de passer la commande vocale de l'ascenseur. Ce n'est qu'ensuite que l'assaut est lancé contre le bunker, qui se révèle être en réalité un grand avion-robot d'assaut entièrement automatisé, équipé de deux tourelles latérales sur lui et d'un canon plasme destructeur sous lui, qui a été construit par le Beau Jack sous le nom de « BNK-3R » pour garder l'Ange. Il est détruit à l'issue du combat contre le Chasseur, qui emprunte alors l'ascenseur pour accéder à la salle de l'Ange qui détient la clé.
C'est alors que l'Ange révèle qu'elle est en fait elle-même une sirène, qu'elle est la propre fille de Jack, et qu'il l'utilise en tant que catalyseur pour charger la clé de l'Arche. Pour l'empêcher de parvenir à ses fins, le Chasseur doit détruire les injecteurs d'éridium qui la maintiennent en vie. Cette manœuvre cause la mort de l'Ange, et alors que Roland manifeste son désir d'aller chercher Jack, ce dernier se téléporte dans son dos et l'abat, avant de capturer Lilith pour s'en servir comme nouvelle sirène de catalyse. Pour éviter un sort funeste au Chasseur, Lilith le téléporte à Sanctuary où il retrouve les Pillards Écarlates.
Reste donc à déterminer où Jack a enfermé Lilith. Le seul moyen de trouver cette information est de se rendre aux Archives d'Hyperion, où toutes les données sont stockées. Le Chasseur se rend compte que Lilith a été enfermée directement sur les lieux de l'Arche pour finir de charger la clé. Un assaut conjoint est organisé avec Brick qui a volé une navette d'Hyperion, et Mordecaï qui fournit une couverture au sniper. Alors que les deux comparses sont dans la navette, celle-ci est touchée par un tir et explose : le Chasseur doit donc affronter Jack seul. Il le trouve près de l'Arche et le neutralise facilement, mais au moment où il semble perdu, la clé atteint sa charge maximale et Jack se jette dessus pour réveiller le Guerrier, un gigantesque dragon de lave qui attaque aussitôt le Chasseur. Un rude combat s'ensuit, au terme duquel le Guerrier est vaincu. Agonisant, Jack est abattu par le Chasseur de l'Arche (ou Lilith, selon le choix du joueur). Brick et Mordecaï arrivent alors sur les lieux, ayant survécu on ne sait trop comment à l'explosion de leur navette. Lilith tente alors de détruire la clé, mais active par erreur une base de données secrète qui révèle au groupe l'existence de nombreuses autres arches disséminées dans l'univers. Comprenant qu'il va falloir toutes les détruire, Lilith se contente de dire : « Pas de répit pour les brutasses ! » (« No rest for the wicked » en VO) avant que les crédits du jeu ne s'affichent.

## Système de jeu
Borderlands 2 est un mélange de jeu de tir à la première personne et de RPG : les joueurs peuvent se déplacer sur de grandes étendues aux paysages variés, grouillant d'ennemis à combattre tout en accomplissant la quête principale, ou autres missions secondaires confiées par des personnages non-joueurs (PNJ) rencontrés au fil de l'aventure.

### Modes de jeux
Il existe à ce jour quatre modes de jeu, de difficulté croissante : Normal, Chasseur ultime, Chasseur ultime 2 et Surpuissance.
L'histoire principale est toujours jouée une première fois en mode Normal, où le boss final possède un niveau de difficulté de 32.
Les modes Chasseur ultime puis Chasseur ultime 2 sont débloqués respectivement lorsque l'histoire principale est bouclée une deuxième puis une troisième fois. Les quêtes principales et secondaires peuvent ainsi être rejouées, tout en préservant les points d'expérience et le matériel acquis dans le mode précédent. En mode Chasseur ultime 2, le niveau maximal du personnage et le niveau minimal des ennemis est de 72.
Le mode Surpuissance fait partie du contenu téléchargeable Améliorations Chasseur Ultime 2. Il s'étale sur huit niveaux de surpuissance, qui augmentent graduellement le niveau minimal des ennemis et permettent l'obtention d'armes plus puissantes. Par exemple, en mode de surpuissance de niveau 8, le niveau minimal des ennemis est de 80 (72+8), tandis que celui du personnage demeure à 72. Pour obtenir un nouveau niveau de surpuissance, le personnage doit réussir le défi de Digistruct Peak, une zone du jeu, dans une session lancée dans un mode de surpuissance égal au sien.
Le dernier DLC, Commandant Lilith et la bataille pour Sanctuary, augmente le niveau maximum des personnages à 80. Deux niveaux de surpuissances ont aussi été ajouté, portant le maximum à 10. Ainsi, en surpuissance 10, le niveau maximum des ennemis est 90 (80+10), si on exclut les boss du jeu.

### Personnages
Quatre classes de personnages sont disponibles dans le jeu de base :
- Salvador, le « Défourailleur » : spécialiste des pistolets, sa compétence spéciale est le Défouraillage, qui lui permet de tenir une arme dans chaque main;
- Axton, le « Commando » : adepte des fusils-mitrailleurs, des fusils d'assaut et des grenades, il peut déployer une Tourelle Sabre qui tire sur les ennemis aux alentours ;
- Maya, la « Sirène » : polyvalente, elle préfère les pistolets-mitrailleurs (PM) et dispose du Verrouillage de phase qui neutralise l’ennemi et le fait flotter dans les airs. Elle est spécialisée dans contrôle du combat et le soin des équipiers ;
- Zer0, l' « Assassin » : spécialiste du combat à longue distance au fusil de précision, du combat au corps à corps et des attaques à revers, sa compétence spéciale est le Leurr3, qui crée un double holographique et rend le joueur invisible pendant un certain temps.

Dans un DLC sorti le 16 octobre 2012, offert aux personnes ayant précommandé le jeu, une cinquième classe est disponible :
- Gaige, la « Mécromancienne ». Polyvalente, elle a de bonnes attaques élémentaires en particulier électriques, et est spécialiste du chaos. Elle est capable d'invoquer un robot destructeur appelé Piègemort (Deathtrap en anglais) qui se bat à ses côtés[3]. Elle dispose aussi de l'Anarchie qui augmente les dégâts infligés tout en diminuant la précision des armes, rendant cette compétence surtout utile à très courte portée.

Un second DLC payant, publié le 14 mai 2013, permet de débloquer un sixième personnage :
- Krieg, le « Sadique ». Spécialisé dans les dommages incandescents et le corps à corps, il se renforce en prenant des dégâts. Sa compétence spéciale est le Carnage à la Buzz Axe, lui donnant la possibilité de lancer des Buzz Axes et de frapper avec celles-ci pour tuer les ennemis et régénérer sa santé.

Chaque personnage possède trois arbres de compétence complémentaires (par exemple un pour la puissance, un autre pour la résistance...), qu'il pourra améliorer au fur et à mesure qu'il prend un niveau (50 en tout) en tuant des ennemis ou en explorant des lieux inconnus, notamment. Ce nombre a été augmenté par deux DLC successifs : le premier (Ultimate Vault Hunter Upgrade Pack, publié le 2 avril 2013) augmente le niveau maximal à 61, et le second (Ultimate Vault Hunter Upgrade Pack Two: Digistruct Peak Challenge, publié le 3 septembre 2013) rajoute de nouveau 11 niveaux supplémentaires, permettant au joueur de monter jusqu'au niveau 72 si celui-ci possède ces deux extensions.
Certaines statistiques débloquent des jetons de Brutasse qui permettent d'améliorer les statistiques de son personnage, comme l'augmentation de la cadence de rechargement du bouclier ou encore l'amélioration de la précision des armes. Cela compte pour tous les personnages créés, mais cette option peut être désactivée dans les paramètres, afin de ne pas rendre trop facile la création d'un nouveau personnage. De manière générale, la progression ainsi proposée est infinie, mais les bonus accordés à chaque niveau diminuent de plus en plus. Chaque nouveau personnage peut recommencer ses défis et donc regagner des points de Brutasse. À partir de 85 % des défis terminés, une option se débloque pour réinitialiser ses défis.
Notez bien que même si un personnage est censé être plus à l'aise avec un type d'arme, ce ne sont que des éléments qui sont présents afin d'ajouter des caractéristiques propres à chaque personnage, ces éléments n'affecte en rien le jeu, un joueur préférant les fusils de précision peut très bien choisir de jouer avec Salvador tout en étant aussi doué que Zer0, cependant les compétences des personnages affectent le maniement des armes dans lesquelles ils sont spécialisés .

### Équipement

#### Armes
Mis à part les armes uniques, légendaires, perlées et séraphiques qui sont identiques en fonction du niveau du joueur ou du parcours, toutes les autres sont générées procéduralement. Concrètement, un certain nombre d'éléments distincts sur chaque arme (canon, optiques de visée, crosse en sont des exemples) sont présents dans les ressources du jeu, et un algorithme les assemble en donnant à l'ensemble des caractéristiques aléatoires restant cependant en accord avec le niveau du joueur ou celui de l'ennemi dont il provient. Les armes sont par ailleurs rassemblées en six catégories (pistolet, fusil d'assaut, lance-roquette, fusil à pompe, mitraillette, fusil de précision). Il en résulte un nombre très important d'armes (17 750 000 selon les développeurs), aux caractéristiques (design, dégâts, cadence de tir, précision, recul, capacité de chargeur, vitesse de rechargement...) variées. Certaines armes sont dites élémentales et peuvent induire des dégâts continus (corrosifs, électriques, de feu ou de slag). Il existe au total huit fabricants d'armes (Bandit, Dahl, Hyperion, Jakobs, Maliwan, Tediore, Torgue et Vladof), chacun produisant des armes aux caractéristiques particulières.

#### Boucliers
Le joueur a également à sa disposition des boucliers qui permettent d'encaisser un certain montant de dégâts de toutes les sources qu'elles soient directes (projectiles, coups ou explosions) ou indirectes (dégâts de statut ou d'environnement). Une fois vide, les boucliers se rechargent d'eux-mêmes dès lors que leur possesseur ne reçoit plus de dégâts. Certains boucliers ont un temps de rechargement court, tandis que d'autre ont une grande capacité à encaisser les dégâts. Certains boucliers possèdent des caractéristiques supplémentaires, comme le fait de produire une explosion lorsqu'ils sont vidés, d'absorber une partie des munitions reçues ou d'infliger des dégâts aux ennemis attaquant au corps à corps. Il existe neuf fabricants de boucliers (Anshin, Bandit, Hyperion, Maliwan, Torgue, Tediore, Pangolin, Vladof, Dahl), chacun produisant des boucliers aux caractéristiques particulières.

#### Grenades
Les grenades dans Borderlands 2 sont de celles dans la plupart des autres FPS. En effet celles-ci bénéficient de mods que l'on peut trouver partout au même titre que les armes et les boucliers et qui modifient les performances, le type élémental et le comportement des grenades sur le champ de bataille. En effet certaines grenades ont un comportement spécial, comme le fait de rebondir sur le sol en tirant des balles autour d'elles avant d'exploser, d'exploser en plusieurs sous-grenades à la manière d'une grenade à fragmentation, ou encore d'attirer les ennemis autour d'elles via un effet à singularité avant d'exploser. Il existe sept fabricants de grenades (Bandit, Dahl, Hyperion, Maliwan, Tediore, Torgue et Vladof).

### Ennemis
Le bestiaire est varié, incluant mercenaires, robots, faune locale agressive (skags, rakks, hyménoptères...), entre autres.

## Contenus additionnels

### DLC majeurs
Cinq DLC majeurs ont été publiés :

### Le Capitaine Scarlett et son Butin de Pirate
Le Capitaine Scarlett et son Butin de Pirate (Captain Scarlett and Her Pirate's Booty) est publié le 16 octobre 2012. Il s'agit du premier contenu additionnel ajoutant une nouvelle campagne. Il se déroule dans un ancien océan désormais asséché, autour de la ville d'Oasis, et a pour thème principal la piraterie. La Capitaine Scarlett, pirate des sables, s'allie avec le joueur pour trouver un trésor perdu, tout en le trahissant à plusieurs reprises. Le DLC introduit un nouveau véhicule : le Skiff des Dunes, évoquant les barges utilisées par les sbires de Jabba le Hutt dans la saga Star Wars.

### Le Carnage sanglant de M. Torgue
Le Carnage sanglant de M. Torgue (Mr. Torgue's Campaign of Carnage) est publié le 20 novembre 2012. L'aventure se déroule dans une nouvelle région désertique et est ponctuée par des combats dans l'arène de M. Torgue, à la recherche du meilleur combattant de Pandore. Une nouvelle monnaie apparait dans cette extension, le jeton Torgue, qui permet au joueur d'acheter des armes du même nom dans des distributeurs automatiques particuliers.

### La chasse au gros gibier de Sir Hammerlock
La chasse au gros gibier de Sir Hammerlock (Sir Hammerlock's Big Game Hunt) est publié le 15 janvier 2013. Il se déroule dans des environnements sombres et marécageux, peuplés d'animaux étranges. Le joueur est invité à suivre Sir Hammerlock dans sa quête des animaux les plus rares de Pandore, avant de devoir combattre le docteur Nakayama, fervent admirateur du Beau Jack, qui, regrettant la perte de ce dernier, essaye d'en créer un clone,. Le DLC introduit un nouveau véhicule : un aéroglisseur.

### Tiny Tina et la Forteresse du Dragon
Tiny Tina et la Forteresse du Dragon (Tiny Tina's Assault on Dragon Keep) est publié le 25 juin 2013. L'histoire se déroule dans le monde d'un jeu de rôle sur table fictif appelé Bunkers and Badasses et évoquant fortement Donjons et Dragons, le maître de jeu étant Tiny Tina. Cette extension est ainsi complètement tournée vers le thème de l'heroic fantasy, avec des ennemis tels que des squelettes, des magiciens, des chevaliers, des nains, des golems, des araignées géantes ou même des dragons. Le joueur se retrouvera dans des décors aux allures fantastiques, tels que d'immenses forteresses ou des forêts remplies de monstres magiques.
Le scénario est donc fondé sur le principe de la mise en abyme, et plus précisément du récit-cadre. Les personnages du  monde du jeu de rôle sont directement inspirés du monde de Borderlands : par exemple le principal antagoniste de cette aventure, le Beau Sorcier, évoque directement le Beau Jack, tant par le physique que par le caractère. À travers un jeu dans le jeu, cette extension symbolise la lutte de Tiny Tina pour accepter la mort de Roland,,.

### Commandant Lilith et la bataille pour Sanctuary
Commandant Lilith et la bataille pour Sanctuary (Commander Lilith and the Fight for Sanctuary) est publié le 9 juin 2019 et disponible sur toutes les plateformes consoles et PC. Gratuit le premier mois de sa mise en ligne, le DLC propose une histoire permettant de faire la liaison entre Borderlands 2 et Borderlands 3.

### DLC "chasseur de têtes"
| Titre français | Chasseur de Têtes 1 : La Récolte sanglante de T.K. Baha | Chasseur de Têtes 2 : La Terrible Fringale du Dindon de la Force Affamé | Chasseur de Têtes 3 : Le Jour où Marcus a sauvé la Saint-Mercenaire | Chasseur de Têtes 4 : Massacre au Mariage | Chasseur de Têtes 5 : Sir Hammerlock contre le Fils de Crawmerax |
| Titre original | Headhunter 1: Bloody Harvest                            | Headhunter 2: Wattle Gobbler                                            | Headhunter 3: Mercenary Day                                         | Headhunter 4: Wedding Day Massacre        | Headhunter 5: Son of Crawmerax                                   |
| Date de sortie | 22 octobre 2013                                         | 26 novembre 2013                                                        | 17 décembre 2013                                                    | 11 février 2014                           | 5 avril 2014                                                     |
| Thème          | Halloween                                               | Thanksgiving                                                            | Noël                                                                | Saint-Valentin                            | Vacances                                                         |

### Autre contenu

#### Mechromancer Pack
Sorti le 16 octobre 2012, ce DLC débloque une cinquième classe de personnage : Gaige, la Mécromancienne.

#### Psycho Pack
Sorti le 14 mai 2013, ce DLC permet de jouer avec une sixième classe de personnage : Krieg, le Sadique,.

#### Ultimate Vault Hunter Upgrade Pack
Sorti le 2 avril 2013, ce DLC augmente le niveau maximum du joueur de 11 niveaux, l'amenant ainsi à 61.

#### Ultimate Vault Hunter Upgrade Pack Two: Digistruct Peak Challenge
Sorti le 3 septembre 2013, ce DLC ajoute de nouveau 11 niveaux supplémentaires, permettant ainsi au joueur d'atteindre le niveau 72 en le combinant avec le DLC précédent. En outre, il ajoute une carte nommée The Raid on Digistruct Peak où Patricia Tannis propose au joueur de combattre des ennemis de haut niveau.

#### Creature Slaughterdome
Sorti le 11 décembre 2012, ce DLC ajoute une arène dans laquelle le joueur combat des créatures hostiles rencontrées sur Pandore, afin de gagner expérience et équipement.

#### Pack de têtes et d'apparences
Plusieurs packs de têtes et d'apparences permettant au joueur de personnaliser leur personnage ont également été publiés, et ce pour toutes les classes jouables.

## Multijoueur en coopération
Il est possible de jouer jusqu’à quatre joueurs en coopération, la difficulté se modifiant en fonction du nombre de joueurs et du parcours. Cette approche du jeu permet d'avoir des rôles complémentaires lors des affrontements, permettant une meilleure approche tactique. Les ennemis sont beaucoup plus résistants lorsque le nombre de joueurs augmente, mais rapportent en contrepartie plus d'expérience et de meilleurs objets. Ramasser des munitions, de l'argent ou de l'éridium permet d'approvisionner tous les joueurs de la partie.

## Graphismes
Le jeu reprend le style graphique du précédent épisode, en adoptant le cel-shading, pour un rendu à l'aspect cartoon. L'ambiance post-apocalyptique, caractéristique de la franchise, est elle aussi conservée, rappelant l'univers de Mad Max.

## Accueil
Karl Slatof de Take-Two a déclaré en août 2012 que Borderlands 2 n’était rien de moins que le troisième jeu enregistrant le plus de précommandes dans l’histoire de l’éditeur, derrière GTA IV et GTA San Andreas.

## Suites
Le directeur général de Gearbox, Randy Pitchford, déclara en février 2014 qu'un troisième épisode n'était pas prévu. Cependant, l'éditeur était conscient de l'existence d'une audience pour un nouveau jeu dans la franchise Borderlands. En avril 2014, Gearbox annonça ainsi que 2K Australia développait un jeu chronologiquement situé entre les deux premiers épisodes : Borderlands: The Pre-Sequel!, qui fut finalement publié à partir du 14 octobre 2014. Le jeu se concentre sur la montée en pouvoir du Beau Jack et présente quatre de ses hommes de mains, Athena (issue du DLC L'Armurerie secrète du Général Knoxx), Claptrap, Nisha (shérif de Lynchwood dans Borderlands 2) et Wilhelm (un ingénieur de Hyperion, l'un des boss principaux de l'histoire de Borderlands 2), en tant que personnages jouables.
Le 28 mars 2019, Gearbox Software annonce Borderlands 3 à la PAX East et le 23 septembre 2019, le jeu sort sur PS4, Microsoft Windows et Xbox One.

## Remasterisation
En 2015 est publié sur PlayStation 4 et Xbox One la compilation Borderlands: The Handsome Collection, rassemblant Borderlands 2 et Borderlands: The Pre-Sequel!, avec tous leurs contenus téléchargeables. Les graphismes sont améliorés ainsi que le mode multijoueur local. Il est possible de transférer les sauvegardes des versions PlayStation 3 et Xbox 360 vers la nouvelle version.